# آرگون (ویسکانسین)
آرگون (به انگلیسی: Argonne) یک منطقهٔ مسکونی در ایالات متحده آمریکا است که در شهرستان فارست، ویسکانسین واقع شده‌است. آرگون ۲۸۰٫۵ کیلومتر مربع مساحت و ۵۱۲ نفر جمعیت دارد و ۵۰۷ متر بالاتر از سطح دریا واقع شده‌است.